# Hirth HM 60

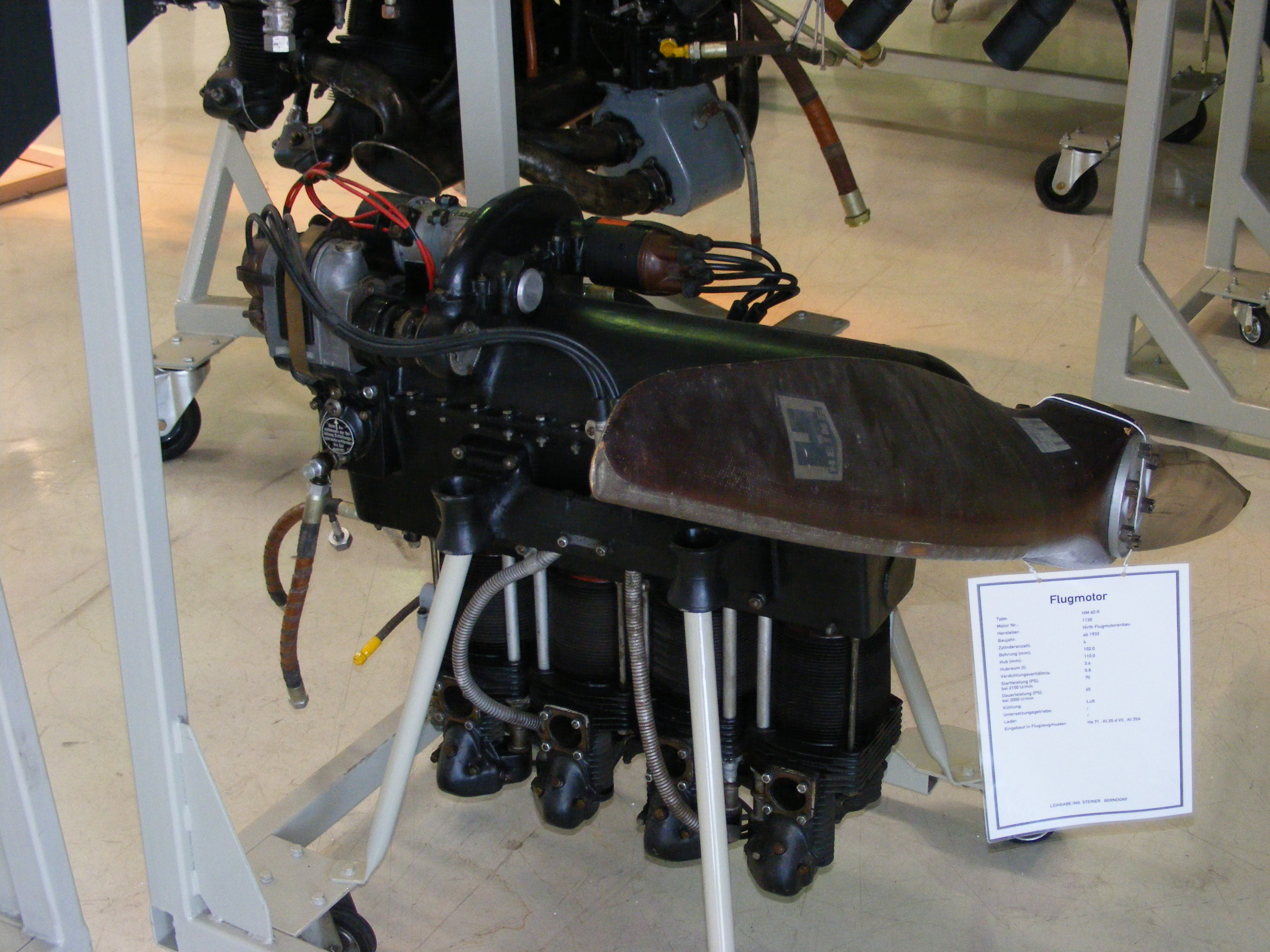
Hirth HM 60 R

Der Hirth HM 60 ist ein luftgekühlter Flugmotor mit 3,6 Litern Hubraum der Hirth Motoren GmbH in Stuttgart-Zuffenhausen. Er wurde vor allem in Leichtflugzeugen der 1920er und 1930er Jahre verwendet. Mit 4 Litern Hubraum folgte 1934 der leistungsstärkere Hirth HM 504.

## Entwicklung
Die erste Ausführung des HM 60, von Hellmuth Hirth gemeinsam mit seinem Konstrukteur Haensgen entwickelt, erschien 1931. Der Motor wurde in einer Klemm L 25 eingebaut und von Hellmuths Bruder Wolf Hirth bei dem vom 11. bis zum 16. August stattfindenden Deutschlandflug von 1931 geflogen, der auf dem Streckenflug von 2192 Kilometern Länge werbewirksam den zweiten Platz belegen konnte. Die leistungsgesteigerten Ausführungen HM 60 R und HM 60 R 2 erschienen 1933 bzw. 1934.

## Aufbau
Der Vierzylinder-Viertakt-Reihenmotor mit 3,6 Litern Hubraum besitzt hängend angeordnete Zylinder, d. h. die Kurbelwelle liegt oben. Die Zylinder aus Grauguss mit aufgesetzten Köpfen aus einer Aluminiumlegierung sind mit durchgehenden Stehbolzen auf dem zweiteiligen, innenbelüfteten Kurbelgehäuse aus Elektron befestigt. Jeder Zylinder ist mit je einem Ein- und Auslassventil ausgestattet, das über Winkelhebel, Stoßstangen und Stößeln von zwei zwischen den Zylindern 1 und 2 sowie 3 und 4 gelagerten Nockenwellen angesteuert wird. Die Kolben sind aus Leichtmetall gegossen, die Pleuel mit H-förmigen Querschnitt bestehen aus Chromnickelstahl und sind rollengelagert. Die ebenfalls rollengelagerte Kurbelwelle besitzt eine Hirth-Stirnverzahnung. Wie bei Flugmotoren üblich, wurde der HM 60 mit Trockensumpfschmierung und Doppelzündung ausgestattet. Die beiden Zündkerzen jedes Zylinders werden aus je einer Hochspannungs-Magnet- und Batteriezündanlage gespeist.

## Einsatz
- Bücker Bü 131
- Fieseler F 5
- Fieseler Fi 157
- Gerner G II R
- Göppingen Gö 9
- Heinkel He 71
- Horten H II
- Horten H V
- Klemm Kl 25
- Klemm Kl 26
- Klemm Kl 35
- Phönix L 2

## Technische Daten
| Kenngröße                  | Hirth HM 60 R 2                                         |
| -------------------------- | ------------------------------------------------------- |
| Länge                      | 878 mm                                                  |
| Breite                     | 392 mm                                                  |
| Höhe                       | 722 mm                                                  |
| Bohrung                    | 102 mm                                                  |
| Hub                        | 110 mm                                                  |
| Zylinderhubraum            | 0,899 l                                                 |
| Gesamthubraum              | 3,595 l                                                 |
| Verdichtung                | 5,8                                                     |
| Dauerleistung in Bodennähe | 72 PS (53 kW) bei 2320/min 66 PS (49 kW) bei 2240/min   |
| Startleistung              | 80 PS (59 kW) bei 2400/min                              |
| Trockengewicht             | 84 kg ohne Ausrüstung 97 kg mit Ausrüstung              |
| Leistungsgewicht           | 1,05 kg/PS                                              |
| Hubraumleistung            | 22,2 PS/l                                               |
| spez. Kraftstoffverbrauch  | 230 g/PSh bei Dauerleistung 235 g/PSh bei Startleistung |
| Schmierstoffverbrauch      | 1,5 g/PSh bei Dauerleistung                             |
| Oktanzahl                  | 80                                                      |